# Fritz Meinhardt
Fritz Aron Meinhardt (* 16. Februar 1899 in Schwedt/Oder; † 23. April 1943 in Dresden) war ein deutscher Arbeiterfunktionär, Kommunist und antifaschistischer Widerstandskämpfer jüdischer Abstammung.

## Familie
Fritz Meinhardt war Teil der weit verzweigten jüdischen Familie Meinhardt. Die meisten Mitglieder dieser Familie in Vierraden und Schwedt waren Tabakplantagenbesitzer und Tabakhändler. Ein bekannter Angehöriger der Familie war der Jurist und Industrielle Wilhelm Meinhardt (1872–1955), Gründer und ab 1919 Vorstandsdirektor der Glühlampenfirma OSRAM. Fritz Meinhardt war der Sohn des Pferdehändlers Max Meinhardt (1853–1920) und dessen Ehefrau Rosa Meinhardt geb. Wollstein († 1936). Er war ab 1927 mit Marta Meinhardt, geb. Franz, verheiratet. Gemeinsam hatten beide einen Sohn (1941–1944), welcher mit drei Jahren einer Epidemie zum Opfer fiel.

## Leben und Wirken
Fritz Meinhardt besuchte bis zu seinem 16. Lebensjahr die Oberschule in Schwedt und meldete sich als Kriegsfreiwilliger für den Ersten Weltkrieg. Im Krieg zog sich Meinhardt eine schwere Kopfverletzung zu, musste operiert werden und bekam eine künstliche Schädelplatte. Nach dem Krieg ging er zuerst nach Guben, später nach Danzig, wo er jeweils als Bankangestellter arbeitete. Meinhardt nahm bis etwa 1923 am politischen Leben der aufkommenden rechtsradikalen-militaristischen Bewegung teil, in der Auffassung, dass dies der Ausweg des arbeitenden Volkes aus der Nachkriegsnot sei. Seinem Gerechtigkeitssinn sagte man nach, dass er sich schließlich nach dem Kapp-Putsch linksgerichteten Kräften zuwandte.
Im Jahr 1924 zog Meinhardt nach Dresden, wo er weiterhin als Bankangestellter tätig war und trat 1927 in die Kommunistische Partei Deutschlands (KPD) ein. In der KPD lernte er seinen späteren Schwager, den Drucker und Arbeiterfunktionär Erich Riehle kennen, der ihn für den antifaschistischen Kampf gegen die aufkommende nationalsozialistische Bewegung gewinnen konnte. 1929 wurde Fritz Meinhardt Mitglied der Ortsgruppe der KPD Dresden-Lockwitz-Nickern, wo er die Funktion des Hauptkassierers übernahm. In der Weltwirtschaftskrise und der damit einhergehenden Schließung vieler Banken im Jahr 1931 verlor Meinhardt seine Arbeit.
Nach dem Machtantritt der Nationalsozialisten wurde Meinhardt im April 1933 verhaftet und in das KZ Königstein-Halbestadt gebracht. Dort wurde er mehrmals verhört, kam aber danach kurzzeitig wieder frei. Noch im gleichen Jahr wurde er abermals verhaftet. Nach wochenlangen Verhören und teilweise auch Misshandlungen in mehreren Untersuchungsgefängnissen kam Meinhardt nach vier Monaten wieder frei, da ihm persönlich kein Hochverrat nachgewiesen werden konnte. Nach seiner Freilassung nahm Fritz Meinhardt wieder Kontakt zur KPD auf und betätigte sich politisch illegal, so unter anderem bei der Verteilung illegaler Zeitungen und Flugblätter. Wegen seiner jüdischen Abstammung wurde Fritz Meinhardt 1939 aus seinem Betrieb entlassen und im gleichen Jahr aus seiner Wohnung in Nickern vertrieben. Außerdem musste er entsprechend der Namensänderungsverordnung als zweiten Vornamen den Namen Israel führen. Er verrichtete Zwangsarbeit unter anderem im Goehle-Werk und der Dresdner Teefabrik in Dresden-Striesen, wo er Victor Klemperer kennen lernte.
Am 21. April 1943 wurde Fritz Meinhardt von einem Arbeiter in seinem Betrieb denunziert, von der Gestapo inhaftiert und gefoltert. Grund der Denunziation war eine negative Äußerung zum verabreichten Essen bei der Zwangsarbeit jüdischer Bürger am 20. April, dem Geburtstag Adolf Hitlers. Nach zwei Tagen in Einzelhaft im Dresdner Polizeigefängnis wurde er laut Polizeibericht, der seinen Angehörigen ausgehändigt wurde, „in seiner Zelle tot aufgefunden“. In der zentralen Datenbank der Holocaustopfer wird als Todesursache Suizid angegeben. Am 2. Mai 1943 wurde Meinhardts Urne auf dem Neuen Jüdischen Friedhof in Dresden beigesetzt. Später erfolgte eine Umbettung auf einen unbekannten Friedhof.
Die Ortsgruppe Dresden-Niedersedlitz-Lockwitz-Nickern  der Vereinigung der Verfolgten des Naziregimes (VVN) führte nach dem Zweiten Weltkrieg den Namen „Fritz Meinhardt“, damit sein Name „Mahnung und Verpflichtung sei, für Frieden und Demokratie zu wirken und zu arbeiten“. Nach 1947 wurde die ehemalige Büttigstraße an seinem Wohnort, eine Hauptstraße im Dresdner Stadtteil Nickern, zu seinen Ehren in Fritz-Meinhardt-Straße umbenannt.

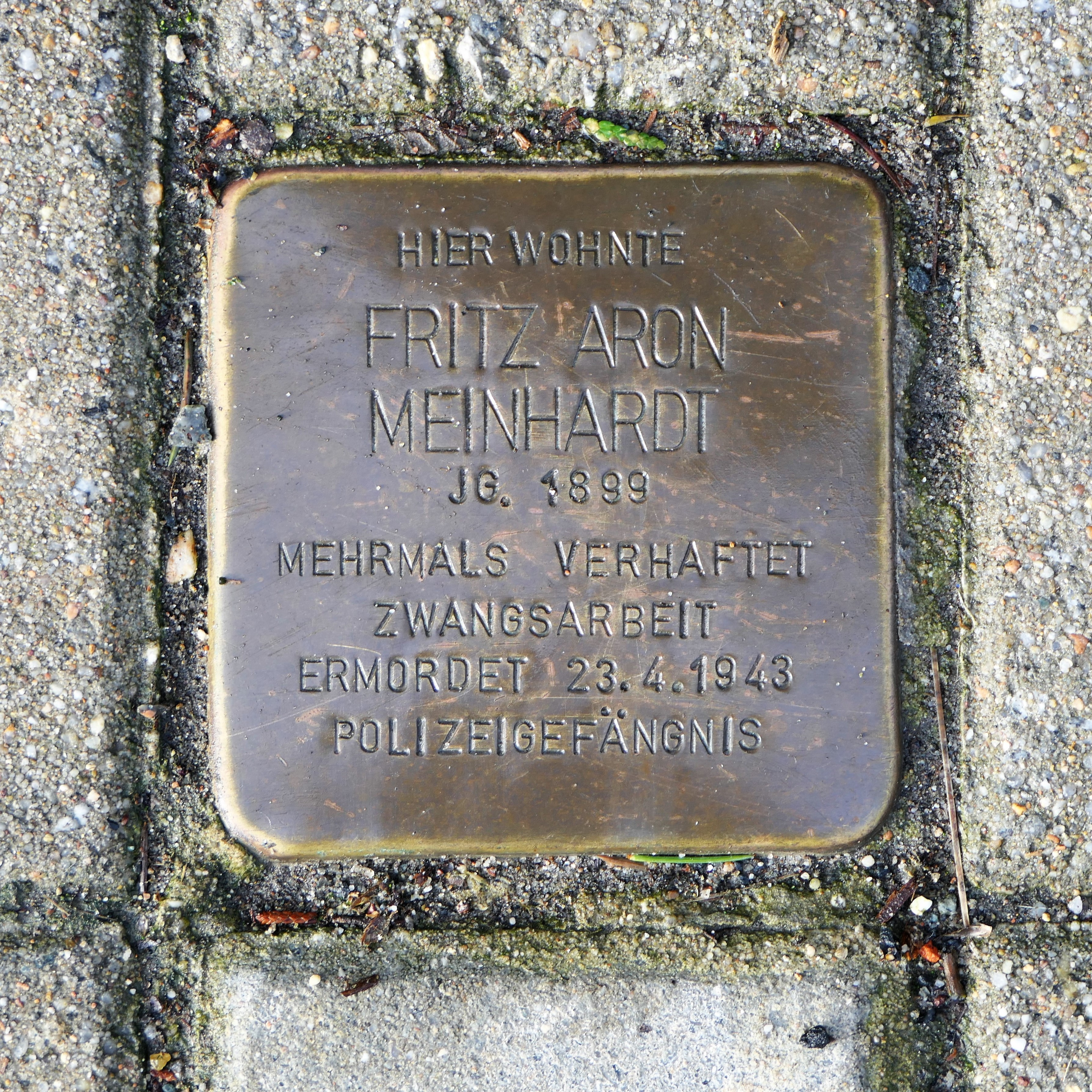
Stolperstein für Fritz Meinhardt in Dresden

Am 26. April 2006 wurde vor der Dresdner Polizeidirektion ein „Denkzeichen“ enthüllt, das an die Tötung von Heinrich Conradi, Fritz Meinhardt und Arthur Juliusburger erinnert. Seit 2015 erinnert ein Stolperstein vor Meinhardts Wohnhaus in Nickern an ihn.